# Mundodisco (videojuego)
Mundodisco, llamado Discworld en inglés, es un juego de aventuras point-and-click desarrollado por Teeny Weeny Games y Perfect 10 Productions y publicado por Psygnosis. Está basada en las novelas homónimas de Terry Pratchett. Los jugadores asumen el papel de Rincewind el "mago", con la voz de Eric Idle, mientras se involucra en la exploración del Mundodisco en busca de los medios para evitar que un dragón aterrorice la ciudad de Ankh-Morpork. La historia del juego toma elementos de varias novelas de Discworld. Su trama central se basa libremente en los eventos de ¡Guardias! ¡Guardias!
Pratchett se mostró inicialmente reacio a conceder una licencia para un juego basado en sus novelas tras el fracaso comercial de una adaptación a videojuego de El color de la magia en 1986. Gregg Barnett, el diseñador del juego, logró persuadir al escritor ofreciéndole, junto con un concepto de diseño inicial, recrear fielmente los elementos de las novelas. Como parte de su deseo de una gran aventura para sistemas informáticos basados en CD y de abrir un nuevo mercado potencial para videojuegos similares, convenció a Pratchett para crear una historia original que ofreciera un juego basado en la serie, en lugar de hacer una adaptación de uno de sus libros. El desarrollo incluyó la incorporación de un elenco británico de actores para prestar voz a varios de los personajes del juego.
El juego se lanzó originalmente en 1995 para MS-DOS, Macintosh y PlayStation, con una versión para Sega Saturn lanzada al año siguiente. Discworld resultó más popular entre los jugadores europeos que entre los de Norteamérica, y los críticos lo elogiaron por su humor, actuación de voces y gráficos, pero criticaron su jugabilidad y sus complicados rompecabezas. Una secuela, Discworld II: Missing Presumed...!? , fue lanzado en 1996.

## Jugabilidad
Discworld es un juego de aventuras gráficas tipo point-and-click en tercera persona. En cada ubicación del juego, los jugadores pueden examinar e interactuar con personas y objetos, recogiendo y usando elementos para adquirir otros objetos o resolver acertijos para eliminar obstáculos. Las conversaciones se centran en Rincewind y utilizan uno de cuatro temas con personajes: Saludar, Bromear, Pregunta y Desahogar la ira. A veces pueden aparecer temas adicionales relacionados con un tema que Rincewind aprende durante el transcurso del juego, al interactuar el personaje con una serie de personas durante el juego, incluido el Archicanciller, el Escurridizo, el Bibliotecario y la Muerte.
Los objetos encontrados en el juego se pueden almacenar en uno de dos inventarios: los bolsillos de Rincewind, que pueden almacenar sólo cuatro objetos a la vez; o en el Equipaje. Para avanzar en la historia, que se divide en cuatro actos, Rincewind debe encontrar los elementos clave necesarios para avanzar, lo que requiere visitar una multitud de lugares; algunos alrededor de Ankh-Morpork, y otros fuera de la ciudad y alrededor del Mundodisco, a todos los cuales se accede a través de un mapa del mundo exterior para cada región cada vez que el jugador abandona un lugar para visitar otro (algunos se vuelven accesibles cuando los jugadores se enteran de ellos).
La versión de PlayStation es compatible con el PlayStation Mouse, así como con el mando estándar de PlayStation.  La versión japonesa para Sega Saturn también es compatible con el Shuttle Mouse.

## Desarrollo
Barnett declaró que quería crear Mundodisco como un juego estrella para sistemas basados en CD, y pensó que la licencia de Discworld era "100% adecuada".Terry Pratchett se mostró satisfecho con el juego de aventura conversacional de 1986 El color de la magia, pero criticó su pobre campaña de marketing. Se mostró reacio a conceder licencias de Discworld debido a su preocupación por la serie y quería una empresa con buena reputación que se preocupara por la obra. Otras compañías de videojuegos se habían acercado previamente a Pratchett buscando una licencia. Una de esas empresas fue AdventureSoft, pero su fracaso en obtener una licencia de Discworld condujo a la creación de Simon the Sorcerer,  que se inspiró en la serie de libros Discworld.
Cuando el director creativo y diseñador Gregg Barnett buscó la licencia de Discworld, tenía la intención de mostrarle a Pratchett que le importaba más Discworld que la búsqueda en sí de dinero (Barnett declaró en una entrevista que Pratchett estaba más interesado en cómo se trataría la propiedad intelectual que en el dinero ). Durante las negociaciones, se ofreció a diseñar el juego antes de firmar un acuerdo. Así lo hizo y Pratchett estuvo de acuerdo. Gregg afirmó que el diseño mostraba respeto por Mundodisco, y eso fue lo que convenció a Pratchett.  Esto tomó aproximadamente seis meses. Pratchett quedó impresionado con una demostración de Rincewind usando una escoba para sacar el equipaje de la parte superior de un armario.  Perfect 10 Productions desarrolló un motor que se desarrolló en una producción separada para "mantener el código limpio". Los diálogos fueron refinado por Pratchett. El diseño de los personajes se basó en que Barnett le diera su interpretación de los personajes a un diseñador de personajes que había trabajado para Disney. Afirmó que "hicieron algo de payasadas". Los fondos fueron pintados a mano y digitalizados.
Pratchett originalmente quería que el juego se basara en El color de la magia y que el equipo de trabajo fuera siempre el mismo a lo largo de la serie, pero Barnett creyó que eso sería perjudicial y pensó que era difícil hacer un juego basado en un solo libro (también dijo en una entrevista que estaba más interesado en Mundodisco en sí que en cualquier libro en particular, y que esto era para que la historia no se restringiera a una narrativa del mismo ). Explicó que querían licenciar todo Mundodisco. Se hizo una historia original, tomando elementos de varios libros de Mundodisco, ¡particularmente El Color de la Magia y Guardias! ¡Guardias!. Barnett afirmó que el equipo había "escrito efectivamente un guion cinematográfico completo para el juego". Introdujeron un nuevo personaje: un psiquiatra en prácticas. Pratchett inicialmente se opuso a esto, pero más tarde añadió su aporte y el personaje se convirtió en un retrofrenólogo.
Barnett declaró que quería mejorar la comedia británica contratando actores de voz con "talento británico". John Cleese fue su primera opción para Rincewind, pero rechazó la oferta diciendo que no hacía juegos. Pratchett quería a Nicholas Lyndhurst para Rincewind porque estaba basado físicamente en su personaje de Only Fools and Horses . Eric Idle fue elegido para interpretar a Rincewind, a quien le hicieron algunos cambios para que se pareciera más a Idle de Monty Python . Otros actores de voz incluyen a Tony Robinson, Kate Robbins (quien prestó su voz a todos los personajes femeninos), Rob Brydon y Jon Pertwee . Barnett quería a Christopher Lee como Muerte, pero no podía costearlo. Brydon ya había sido grabado cuando se ofreció a prestar su voz a Muerte.  Barnett inicialmente creyó que Rowan Atkinson "sería una gran muerte".  Según Barnett, todos fueron "amables, profesionales y divertidos", y Idle se grabó durante sesiones que duraron todo el día en Los Ángeles . 
El arte conceptual y los diseños de fondo fueron producidos por Nick Martinelli, quien, según Barnett, fue "un excelente director de arte de la industria de la animación".  Estos fueron ilustrados y coloreados por un equipo profesional.  Barnett afirmó que estuvo "íntimamente involucrado" con los gráficos en las etapas de concepto y producción inicial, pero luego se retiró. 
El juego originalmente iba a ser publicado por Sierra Online. Se obtuvo su motor y se trabajó en él, pero debido a los costes de otros proyectos, cancelaron todo desarrollo externo. Un anuncio en Computer Trade Weekly atrajo el interés de empresas como Electronic Arts y Psygnosis . Este último se acercó a Perfect 10 Productions y no se iría hasta que se firmara un acuerdo. Psygnosis le había ofrecido a Pratchett "un cheque en blanco", que rechazó.  El motor gráfico de Discworld fue reescrito desde cero posteriormente. 
El juego se anunció oficialmente en septiembre de 1993 y estaba previsto su lanzamiento para Navidad del año siguiente.  Fue lanzado en 1995 para PC, PlayStation y Macintosh.  La versión de Saturn se lanzó en Europa el 15 de agosto de 1996,  y en Japón el 13 de diciembre de 1996.
El juego fue lanzado tanto en disquete como en CD-ROM, y la versión en CD presenta un elenco de personajes completamente vocalizado. Para los lanzamientos japoneses de PlayStation y Saturn, todas las actuaciones de voz fueron rehechas por el comediante japonés Junji Takada, un importante punto de venta para el juego en Japón.  Ya en 1996 se estaba preparando un port para la Philips CD-i, y ya había entrado en sus últimas etapas de desarrollo, pero nunca se lanzó. Se anunció que se estaba desarrollando una versión para la 3DO y que Psygnosis la publicaría durante el E3 de 1995, sin embargo, esta adaptación nunca se lanzó por razones desconocidas. En una entrevista en línea de abril de 2020, el exmiembro de Perfect 10 Productions/Teeny Weeny Games, David Swan, declaró que Atari Corporation se acercó a la empresa con respecto a una posible conversión de Mundodisco para la Atari Jaguar CD, sin embargo, no se inició ningún desarrollo real más allá de la fase de discusión, debido a problemas de mercado y los problemas de desarrollo de la plataforma. También se anunció un lanzamiento para la Sega CD, pero nunca se publicó por razones desconocidas.